# 2006年全國體育大會圍棋比賽
全國第三屆體育大會圍棋項目於5月20日展開，直至5月26日，設女子個人專業組、男子個人專業組以及大眾組，3個小項。

## 獎牌分佈情況

### 男子個人專業組
5月26日舉行的男子個人專業組小項決賽中，胡耀宇與謝赫雖同分，但由於前者擊敗謝赫，故取得銀牌。
| 獎牌 | 運動員         | 分數     |
| 金牌 | 王檄（重慶）   | 14小分98 |
| 銀牌 | 胡耀宇（上海） | 14小分96 |
| 銅牌 | 謝赫（山東）   | 14小分96 |

### 女子個人專業組
| 獎牌 | 運動員         | 分數     |
| 金牌 | 黎春華（湖北） | 12小分52 |
| 銀牌 | 華學明（北京） | 10小分58 |
| 銅牌 | 鄭岩（廣東）   | 10小分56 |

### 大眾組
| 獎牌 | 隊伍 | 分數      |
| 金牌 | 煤礦 | 16小分102 |
| 銀牌 | 上海 | 14小分102 |
| 銅牌 | 重慶 | 14小分94  |